# わたしが不思議
「わたしが不思議」（わたしがふしぎ）は、1986年2月に日本コロムビアから発売された大杉久美子のシングル。
テレビ朝日系のアニメ『ドラえもん』の映画『ドラえもん のび太と鉄人兵団』の主題歌である。

## 概要
『ドラえもん のび太と鉄人兵団』の劇中ではクライマックスなどで使用されたほか、アレンジBGMが随所に使用された。
大杉久美子はテレビアニメの『ドラえもん』で主題歌や多数の挿入歌を歌っているが、本作では映画用の楽曲を初めて担当した。作曲の菊池俊輔にとっては、映画シリーズでの主題歌の作曲は本作が最後である。

## 収録曲
1. わたしが不思議
歌：大杉久美子
作詞：武田鉄矢、作曲・編曲：菊池俊輔
2. ポケットの中に
歌：ドラえもん（大山のぶ代）、コーラス：ヤング・フレッシュ
作詞：武田鉄矢、作曲・編曲：菊池俊輔

## アルバム
- 『映画ドラえもん25周年 ドラえもん映画主題歌篇』（COCX-32885　コロムビアミュージックエンタテインメント）
- 『大杉久美子スーパー・ベスト 〜アタックNo.1/母をたずねて三千里〜』（COCX-33275　コロムビアミュージックエンタテインメント）　など多数

## カバー
- 今井ゆうぞう（アルバム「W.A.L.K.」に収録）